# Секретариат национальной обороны Мексики
Секретариат национальной обороны Мексики (SEDENA) (исп. Secretaría de la Defensa Nacional) — правительственный департамент, отвечающий за управление армией и военно-воздушными силами Мексики. Его главой является секретарь национальной обороны, который, как и секретарь военно-морского флота, напрямую подчиняется президенту.
Первым предшественником SEDENA был Государственный секретариат и Управление по делам войны и флота (Secretaría de Estado y del Despacho de Guerra y Marina) с провозглашением Первой Мексиканской империи, который был создан 8 ноября 1821 года. Затем, с начала Первой Федеративной Республики, был учрежден Секретариат войны и флота (с 10 октября 1824 года), который просуществовал до 1937 года, после чего получил свое нынешнее название; в 1944 году он перестал отвечать за ВМС Мексики, после того как Департамент ВМС был отделен от организационной схемы и преобразован в Секретариат ВМС.

## Функции
Согласно Федеральному закону о государственном управлении (Ley Orgánica de la Administración Pública Federal), Секретариат национальной обороны имеет следующие задачи:
- Организация, управление и подготовка армии и ВВС.
- Организация и подготовка Национальной военной службы.
- Управление армией, ВВС, национальной гвардией и вооруженными контингентами, не входящими в национальную гвардию штата.
- Планирование, руководство и проведение мобилизации страны в случае войны; разработка и выполнение в установленном порядке планов и приказов, необходимых для обороны страны, а также руководство и консультирование гражданской обороны.
- Строительство и подготовка фортов и всех видов военных зданий для использования армией и ВВС, а также управление казармами, госпиталями и другими военными зданиями.
- Управление военной юстицией.
- Приобретение и создание вооружения, боеприпасов и всех видов материалов и элементов для использования армией и ВВС.
- Давать разрешение на ввод экспедиционных сил в другую страну или разрешать другой стране направлять свои силы в Мексику.
- Управление выдачей лицензий на ношение огнестрельного оружия с целью предотвращения использования оружия, прямо запрещенного законом, а также тех видов оружия, которые ограничены государством для исключительного использования армией, флотом и национальной гвардией, за исключением того, что установлено 13-м разделом статьи 30 Конституции, а также контролировать и выдавать разрешения на продажу, транспортировку и хранение огнестрельного оружия, химического оружия, взрывчатых веществ и стратегического оружия.

## Организационная структура
Для выполнения своих задач Секретариат национальной обороны имеет следующие ведомства:
- Офис секретаря национальной обороны
- Заместитель секретаря по национальной обороне
- Объединенный штаб национальной обороны
- Генеральный штаб национальной обороны
- Командование армии
- Командование ВВС
- Инспекция и Управление генерального ревизора армии и ВВС
- Органы военной юстиции

### Объединённый штаб национальной обороны
В этот штаб входят следующие подразделения:
- Оперативный отдел (исп. Subjefatura Operativa del E.M.C.D.N.)
- Отдел управления и логистики (исп. Subjefatura Administrativa y Logística del E.M.C.D.N.)
- Отдел военной доктрины (исп. Subjefatura de Doctrina Militar del E.M.C.D.N.)
- Отдел разведывательной доктрины (исп. Subjefatura de Inteligencia Militar del E.M.C.D.N.)
- Подразделение по взаимодействию с гражданами (исп. Unidad de Vinculación Ciudadana.)
  - 1-е отделение / S-1 — человеческие ресурсы (исп. Sección Primera / S-1, Recursos Humanos)
  - 2-е отделение / S-2 — разведка (исп. Sección Segunda / S-2, Inteligencia)
  - 3-е отделение / S-3 — операции (исп. Sección Tercera / S-3, Operaciones)
  - 4-е отделение / S-4 — логистика (исп. Sección Cuarta / S-4, Logística)
  - 5-е отделение / S-5 — стратегические планы (исп. Sección Quinta / S-5, Planes Estratégicos)
  - 6-е отделение / S-6 — образование и военная доктрина (исп. Sección Sexta / S-6, Educación y Doctrina Militar)
  - 7-е отделение / S-7 — операции против наркотрафика (исп. Sección Séptima / S-7, Operaciones Contra el Narcotráfico)
  - 8-е отделение / S-8 — антитеррористические действия (исп. Sección Octava / S-8, Contraterrorismo)
  - 9-е отделение / S-9 — стратегические исследования рынка (исп. Sección Novena / S-9, Investigaciones Estratégicas de Mercado)

## Система военного образования
Система военного образования — это совокупность академических, учебных и специализированных учреждений, находящихся в ведении армии и ВВС. Ее целью является распространение, обучение и применение наук и искусств в военной сфере, особенно для удовлетворения потребностей обслуживающих подразделений (инженеров, медиков и т. д.) вне области обучения военной технике и тактике.
Руководство и управление этой системой осуществляет Секретариат национальной обороны через Главное управление военного образования и ректорат Университета сухопутных войск и ВВС. Система состоит из колледжей, школ, учебных центров и различных прикладных, учебных и усовершенствовательных курсов.

## Правовая база
- Органический закон Армии и ВВС Мексики.
- Дисциплинарный закон Армии и ВВС Мексики.
- Закон о продвижении по службе и вознаграждениях в Армии и ВВС Мексики.
- Закон о создании Университета армии и ВВС.
- Закон об институте социального обеспечения для мексиканских вооруженных сил.
- Закон о военной службе.
- Федеральный закон «Об огнестрельном оружии и взрывчатых веществах».
- Органический закон Национального банка армии, ВВС и ВМФ.
- Закон о государственном гербе, флаге и гимне.
- Кодекс военной юстиции.
- Закон о военном образовании мексиканской армии и ВВС.
- Закон о проверке, корректировке и исчислении службы в мексиканской армии и ВВС.

## Галерея

Логотип во время президентства Фелипе Кальдерона (2006-2012)
Логотип во время президентства Энрике Пенья Ньето (2012-2018)
Логотип во время президентства Андреса Мануэля Лопеса Обрадора (2018-2024)